# Consell comunal de Mersch
El consell comunal de Mersch (francès: Conseil communal de Mersch) és el consell local de la comuna de Mersch, al centre de Luxemburg.
És constituït per tretze membres, escollits cada sis anys mitjançant representació proporcional. Les darreres eleccions es van realitzar el 9 d'octubre de 2005, va donar lloc a un empat entre el Partit Democràtic (DP) i el Partit Popular Social Cristià (CSV). Al collège échevinal, va formar coalició amb el Partit Democràtic (DP) i el CSV, sota el lideratge de l'alcalde Albert Henkel del DP.
| Partit | Partit                                     | Escons | Regidors                                                   |
| ------ | ------------------------------------------ | ------ | ---------------------------------------------------------- |
|        | Partit Democràtic (DP)                     | 4      | Jules Dentzer, Albert Henkel, Henri Krier, Michel Malherbe |
|        | Partit Popular Social Cristià (CSV)        | 4      | Fernand Braun, Albert Lentz, Fernand Sauer, Marc Schank    |
|        | Els Verds                                  | 3      | Claude Adam, Charles Bemtgen, Jo Brandenburger             |
|        | Partit Socialista dels Treballadors (LSAP) | 2      | Georges Boden, Alex Kremer                                 |
| Font:  |                                            |        |                                                            |